# Luxor (настільна гра)
Luxor — настільна гра, створена автором Рюдігером Дорном для 2–4 гравців, видана у 2018 році видавництвом Queen Games. У цій картковій грі з механікою перегонів гравці намагаються провести свою групу шукачів пригод якомога глибше в Луксорський храм, збираючи цінні скарби. У рік випуску гра була номінована на Spiel des Jahres разом із Azul та The Mind, а також на Nederlandse Spellenprijs, але в обох випадках перемогу здобув Azul .

## Ігровий процес
У Luxor гравці беруть на себе роль дослідників і шукачів пригод, які проникають у таємничий Луксорський храм, щоб зібрати цінні артефакти на шляху до гробниці фараона. При цьому вони повинні поспішити дістатися до гробниці, щоб отримати максимум очок.

### Підготовка до гри
На початку гри ігрове поле розміщується в центрі столу. Два саркофаги кладуться в гробницю, а планшети Хоруса та підрахунку очок — поруч із полем. Скарабеї, ключі, жетони-джокери та кубик розміщуються біля поля. Жетони Осіріса, Хоруса та скарбів розкладаються на відповідних полях ігрового поля згідно з інструкцією, а решта полів заповнюються відкритими жетонами храму.
Кожен гравець обирає колір, отримує маркер гравця, п’ять фігурок шукачів пригод і маркер підрахунку. Три фігурки шукачів ставляться біля статуй Анубіса, а дві — на сходи на початку коридору. Маркери підрахунку розміщуються на старті шкали очок на краю поля. Стартові карти перемішуються, і кожен гравець отримує п’ять карт, які бере на руку, не змінюючи їх порядок. Решта карт утворюють закритий стос для добору, а карти Хоруса сортуються за рівнями, перемішуються та відкрито викладаються на планшеті Хоруса.

### Хід гри
Гра складається з кількох раундів, кожен із яких включає певні дії. Починає перший гравець, а далі хід переходить за годинниковою стрілкою.
На початку ходу гравець розігрує одну з двох крайніх карт своєї руки (пересортувати карти не можна). Він переміщує одного зі своїх шукачів на кількість кроків, указану на карті, або виконує дію відповідно до правил (кидок кубика, ±1 або спеціальні карти Хоруса). Шукач рухається від жетона до жетона, пропускаючи порожні місця; кілька шукачів можуть стояти на одному жетоні. Якщо шукач проходить повз статую Анубіса, біля якої стоїть інший шукач цього гравця, останнього можна розмістити на сходах для використання в наступних ходах.
Далі гравець виконує дію, указану на жетоні, на якому зупинився:
- Якщо це жетон скарбу, гравець може забрати його, якщо на жетоні є достатня кількість його шукачів (згідно з вимогами жетона). За скарб нараховуються очки на шкалі підрахунку, а в кінці гри набори скарбів додають бонуси. Після видалення жетона на його місце відкрито кладуть жетон храму (Кобра, Сокіл або Лев), якщо з’являється відповідний символ.
- Якщо це жетон храму, виконується дія відповідно до правил.
- Якщо це жетон Хоруса, гравець бере ключ із запасу або верхню карту з планшета Хоруса з відповідним символом і додає її до руки.
- Якщо це жетон Осіріса, шукач переміщується на вказану кількість кроків далі й виконує дію нового жетона.

Наприкінці ходу гравець добирає карту й розміщує її в середині своєї руки.

### Завершення гри та підрахунок очок
Гра закінчується, коли перші два шукачі досягають гробниці в центрі спірального поля та відкривають саркофаги. Для входу в гробницю шукач повинен точно зупинитися на ній (без зайвих кроків) і мати ключ, який кладе на символ ключа. Перші два шукачі отримують очки за саркофаги, а раунд дограється до першого гравця. Інші шукачі, які дісталися до гробниці, не отримують очок за саркофаги.
Очки підраховуються за такими критеріями:
- Позиція шукачів відповідно до очок на стіні їхнього поточного місця,
- Очки за саркофаги,
- По одному очку за кожен ключ,
- Очки за набори скарбів із трьох різних типів (жетони-джокери можуть замінити до двох скарбів у наборі),
- Очки за отримані скарабеї.

Перемагає гравець із найбільшою кількістю очок.

## Видання та сприйняття
Гра Luxor була розроблена Рюдігером Дорном і видана у 2018 році Queen Games у кількох версіях. Для Східної Європи гра вийшла у видавництві Piatnik чеською, угорською, польською та словацькою мовами, а Devir випустив версію італійською, португальською та іспанською.
У рік випуску гра була номінована на Spiel des Jahres разом із Azul і The Mind, а також на Nederlandse Spellenprijs. Журі Spiel des Jahres обґрунтувало номінацію так:
|  | З цієї гробниці на шукачів пригод віє не затхле повітря, а приємно свіжий бриз. Рюдігер Дорн представляє з «Luxor» сучасну інтерпретацію гри зі збору скарбів, у центрі якої стоїть як легко зрозумілий, так і вимогливий картковий механізм. Він є чудовою основою для завжди захопливого позиційного суперництва. Сам фараон, мабуть, із радістю зіграв би ще раз. |